# Voraptipus agilis
Voraptipus agilis är en spindelart som beskrevs av Roewer 1955. Voraptipus agilis ingår i släktet Voraptipus och familjen vårdnätsspindlar.
Artens utbredningsområde är Moçambique. Inga underarter finns listade i Catalogue of Life.